# Plus près de toi, mon Dieu

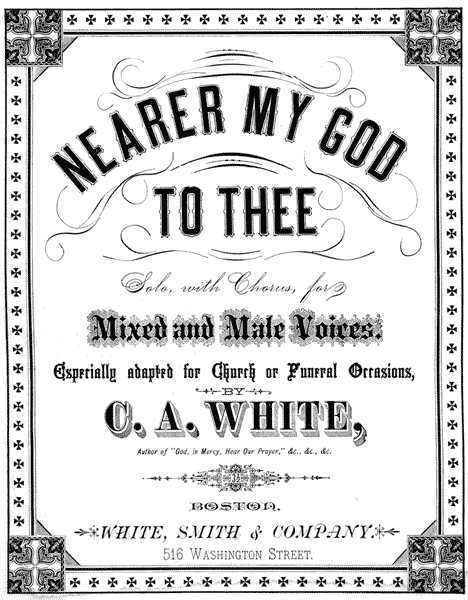
Page de couverture de la partition (1881).

Plus près de toi, mon Dieu, dont le titre original en anglais est Nearer, My God, to Thee, est un choral chrétien du XIXe siècle, écrit par la poétesse britannique Sarah Flower Adams (1805-1848) sur une musique de l'Américain Lowell Mason (1792-1872).
Il aurait été la dernière pièce jouée sur le RMS Titanic alors que le paquebot coulait, mais nous n'en avons pas la certitude.

## Historique
Les paroles de Nearer, My God, to Thee furent écrites par la poéte anglaise unitariste Sarah Flower Adams dans sa maison de Sunnybank, dans la ville anglaise de Loughton (Essex) en 1841. Au Royaume-Uni, cette chanson est très souvent associée à l'hymne de 1861 de John Bacchus Dykes, alors que dans le reste du monde Nearer, My God, to Thee est davantage comparée à Bethany de Lowell Mason (1856).

## Paroles
Merci de procéder au transfert en conservant l'historique. 

### Originales
Nearer, my God, to Thee, nearer to Thee!
E'en though it be a cross that raiseth me;
Still all my song shall be nearer, my God, to Thee,
Nearer, my God, to Thee, nearer to Thee!
Chœur
Though like the wanderer, the sun gone down,
Darkness be over me, my rest a stone;
Yet in my dreams I'd be nearer, my God, to Thee,
Nearer, my God, to Thee, nearer to Thee!
Chœur
There let the way appear steps unto heav'n;
All that Thou sendest me in mercy giv'n;
Angels to beckon me nearer, my God, to Thee,
Nearer, my God, to Thee, nearer to Thee!
Chœur
Then with my waking thoughts bright with Thy praise,
Out of my stony griefs Bethel I'll raise;
So by my woes to be nearer, my God, to Thee,
Nearer, my God, to Thee, nearer to Thee!
Chœur
Or if on joyful wing, cleaving the sky,
Sun, moon, and stars forgot, upwards I fly,
Still all my song shall be, nearer, my God, to Thee,
Nearer, my God, to Thee, nearer to Thee!

## Version françaiseMon Dieu plus près de toi!
Merci de procéder au transfert en conservant l'historique. 
Adaptation française : Charles Châtelanat, 1885

Mon Dieu, plus près de toi, plus près de toi !
C'est le cri de ma foi, plus près de toi.
Dans le jour où l'épreuve déborde comme un fleuve,
Garde-moi plus près de toi, plus près de toi !
Plus près de toi, Seigneur, plus près de toi !
Tiens-moi dans ma douleur tout près de toi.
Alors que la souffrance fait son œuvre en silence,
Toujours plus près de toi, plus près de toi !
Plus près de toi toujours, plus près de toi !
Donne-moi ton secours, soutiens ma foi.
Que Satan se déchaîne, ton amour me ramène
Toujours plus près de toi, plus près de toi !
Mon Dieu, plus près de toi, plus près de toi !
Dans le désert j'ai vu ton ciel ouvert,
Pèlerin, bon courage ! Ton chant brave l'orage.
Mon Dieu, plus près de toi, plus près de toi.

Enregistré sur l'album "Héritage", vol. 1 de Sebastian Demrey

## Sources et bibliographie
- (en) Theron Brown et Hezekiah Butterworth, The Story of the Hymns and Tunes, New York, American Tract Society, 1906 (OCLC 536162), « Nearer, My God, to Thee », p. 150–153 [lire en ligne]